# 2208 Puskin
A 2208 Puskin (ideiglenes jelöléssel 1977 QL3) egy kisbolygó a Naprendszerben. Nyikolaj Csernih fedezte fel 1977. augusztus 22-én.